# Съветско нахлуване в Полша
Съветското нахлуване в Полша е военна операция на Съветския съюз, започнала на 17 септември 1939 г. без официално обявяване на война. 
Съветският съюз напада Полша от изток, 16 дни след като Нацистка Германия напада Полша от запад. Последвалите военни действия продължават 20 дни, приключвайки на 6 октомври 1939 г. с двустранното разделяне и анексиране на цялата територия на Втората полска република от Нацистка Германия и Съветския съюз. Тази подялба понякога се нарича Четвърта подялба на Полша. Съветското, също както и немското нахлуване в Полша, е индиректно посочено в „тайния допълнителен протокол“ на пакта Рибентроп-Молотов, подписан на 23 август 1939 г., според който Полша ще се подели на „сфери на влияние“ между двете сили и поставящ под въпрос бъдещото съществуване на полската държава.
Червената армия, която многократно превъзхожда числено полските отбранители, постига целите си, срещайки много малка съпротива. В процеса са пленени около 320 000 полски военнослужещи. Кампанията на масово преследване в новопридобитите райони започва веднага. През ноември 1939 г. съветското правителство анексира цялата полска територия, която контролира към този момент. Около 13,5 милиона полски граждани попадат под военна окупация, а НКВД провеждат показни избори в атмосфера на терор, резултатите от които са използвани за оправдаване на употребата на сила. Започва съветска кампания на политически убийства и други репресии, прицелена в полски политически фигури с власт (военни офицери, полицаи, свещеници), която отприщва вълна от арести и извънсъдебни екзекуции. НКВД изпраща стотици хиляди хора от източните части на Полша в Сибир и други отдалечени части на СССР в четири големи вълни на депортация между 1939 и 1941 г. Съветските войски окупират източните райони на Полша до лятото на 1941 г., когато са изтласкани от напредващата германска армия в хода на операция „Барбароса“. Областта е под немска окупация до лятото на 1944 г., когато Червената армия отново я покорява. Споразумение на Ялтенската конференция позволява на Съветския съюз да анексира почти цялата област от Полша, предвидена в първоначалния пакт Рибентроп-Молотов, като същевременно компенсира Полската народна република с голяма част от Източна Прусия и територии източно от линията Одра-Ниса. Анексираните от СССР територии са присъединени към Украинската ССР, Беларуската ССР и Литовската ССР.
След края на Втората световна война в Европа, Съветският съюз подписва Полско-съветско гранично споразумение на 16 август 1945 г. с новото, международно признато временно полско правителство. Според съглашението, статуквото се признава за новата официална граница между двете държави, с изключение на района около Бялисток и малка част от Галиция източно от река Сан около Пшемишъл, които впоследствие са върнати на Полша.

## Прелюдия
Съветският съюз играе двойна игра, като тайно води успоредни преговори и с Германия, и със Западните сили. Няколко месеца преди нахлуването, в началото на 1939 г. СССР започва стратегически съюзнически преговори с Великобритания и Франция срещу катастрофалната милитаризация на Германия под управлението на Адолф Хитлер. През август 1939 г. СССР предлага на двете западни страни да изпрати 120 пехотни дивизии, 16 кавалерийски дивизии, 5000 тежки артилерийски установки, 9500 танка и 5500 изтребителя и бомбардировача по границите с Германия. Тъй като СССР няма граница с Германия, това на практика означава Червената армия да окупира територията на Полша, която преди това вече е била обект на съветска агресия през 1920 г. и тероризъм, спонсориран от съветите, през 1930-те години. Преговорите се провалят, което Молотов и очаква.
Тъй като условията са отхвърлени, Йосиф Сталин се впуска в сключване на пакта Рибентроп-Молотов с Адолф Хитлер, който е подписан на 23 август 1939 г. Този пакт за ненападение включва таен протокол, според който Северна и Източна Европа следва да се раздели на германска и съветска сфера на влияние в случай на война. На следващия ден френската и британската военни делегации незабавно поискват да се срещнат със съветския военен посредник Климент Ворошилов. На 25 август Ворошилов им казва, че „с оглед на променената политическа ситуация, продължаването на диалога не би могло да има някаква практическа полза“. На същия ден Великобритания и Полша подписват пакт за взаимна военна помощ в случай на агресия. Така Великобритания се ангажира да защитава независимостта на Полша.
Само седмица след подписването на пакта Рибентроп-Молотов германските войски нахлуват в Полша от запад, север и юг на 1 септември 1939 г.

## Германско нахлуване
Хитлер се опитва да откаже Великобритания и Франция от намеса в пораждащия се конфликт и на 26 август 1939 г. предлага силите на Вермахта да бъдат на разположение на Великобритания в бъдеще. В полунощ на 29 август германският външен министър Йоахим фон Рибентроп дава на британския посланик Невил Хендерсън списък с условия, които биха осигурили мир по отношение на Полша. Според тези условия, Полша трябва да предаде Данциг на Германия, както и да проведе плебисцит в Данцигския коридор през същата година. Когато полският посланик Йозеф Липски отива при Рибентроп на 30 август и му казва, че няма властта на подпише подобно нещо, Рибентроп го изпъжда. Германия обявява, че Полша е отхвърлила германското предложение и че преговорите с Полша са свършили. На 31 август германски части, имитиращи полски войски, инсценират така наречения Глайвицки инцидент близо до граничния град Глайвиц. На следващата сутрин Хитлер нарежда нападението срещу Полша да започне в 4:45 часа сутринта на 1 септември.
Съюзническите правителства обявяват война на Германия на 3 септември, но не взимат активно участие. Въпреки ожесточената полска съпротива, германското техническо, операционно и числено превъзходство карат полската армия да мине в отстъпление към Варшава и Лвов. На 10 септември полският маршал Едвард Ридз-Шмигли нарежда общо отстъпление на югоизток към Румъния. Скоро след като нахлуват в Полша, нацистките власти започват да притискат Съветския съюз да изпълни своята част от пакта, а именно атака срещу Полша от изток. Съветският външен министър Вячеслав Молотов и германският посланик в Москва Вернер фон Шуленбург обменят поредица от дипломатически съобщения по въпроса, но въпреки всичко СССР забавя нападението си срещу Полша. Това се дължи на критичните събития в текущите съветско-японски погранични конфликти. Съветският съюз има нужда от време, за да мобилизира Червената армия, а освен това вижда и дипломатическо предимство в това да изчака Полша да се разпадне, преди да е започнало настъплението от изток..
На 14 септември, с все по-наближаващото разпадане на Полша, съветската преса започва да отправя зловещи заявления относно Полша. Необявената война между СССР и Японската империя при Халхин Гол завършва с договор между Молотов и Хидеки Тоджо, който е подписан на 15 септември и слага край на военните действия считано от следващия ден. На 17 септември Молотов предава на Ваклав Гшибовски, полския посланик в Москва, че Съветският съюз обявява война на Полша:
| „ | Варшава, в качеството си на столица на Полша, вече не съществува. Полското правителство се е разпаднало и не показва признаци на живот. Това означава, че полската държава и правителство действително вече не съществуват. По същия начин, споразуменията между СССР и Полша вече не са в сила. Оставена на собствените си способи и лишена от лидерство, Полша се е превърнала в подходящо поле за всякакъв вид опасности и изненади, които могат да представляват заплаха за СССР. Поради тези причини, съветското правителство, което досега е било неутрално, вече не може да поддържа неутрално отношение към тези факти. ... Изправено пред тези обстоятелства, съветското правителство нареди на Върховното командване на Червената армия да мобилизира войски, които да пресекат границата и да защитят живота и собствеността на населението в Западна Украйна и Западен Беларус. | “ |

Молотов обявява по радиото, че всички договори между Съветския съюз и Полша вече са невалидни и заявява, че правителството на Полша е изоставило народа си и е престанало да съществува. Още на същия ден Червената армия преминава полската граница.

## Съветско нахлуване
Сутринта на 17 септември 1939 г. полската администрация е все още активна на цялата територия на шестте източни войводства, както и в части от териториите на още пет войводства. В Източна Полша училищата все още са отворени по това време. Полската армия е концентрирала дейността си в две области – южна (Томашов Любелски, Замошч и Лвов) и централна (Варшава и Бзура). Поради упоритата полска защита и липса на гориво, германското настъпление забавя хода си, а ситуацията се подобрява в райони източно от линията Аугустов – Гродно – Бялисток – Кобрин – Ковел – Жолква – Лвов – Жидачов – Стрий – Турка. Железопътните линии функционират приблизително на една трета от територията на страната, а пътнически и товарни превози се осъществяват през границите с пет съседни държави (Литва, Латвия, СССР, Румъния и Унгария). В Пинск се сглобяват самолети PZL P-37 łoś в завод, който е бил преместен от Варшава. Междувременно, френски военноморски кораб, натоварен с танкове Renault R35 наближава румънското пристанище Констанца. Друг кораб, натоварен с артилерийско оборудване, вече е отплавал от Марсилия. Общо 17 френски кораба с 50 танка, 20 самолета и много амуниции пътуват към Румъния. Поляците все още държат няколко големи градове: Варшава, Лвов, Вилнюс, Гродно, Тернопил и Люблин. Според някои оценки, около 750 000 войници все още се сражават в редиците на полската армия, включваща 26 пехотни дивизии и две моторизирани бригади.
Полската армия, макар отслабена след седмици сражения, все още е значителна сила. Към 17 септември тя все още е по-голяма от повечето армии в Европа и способна да се сражава още дълго време с Вермахта. На линията Барановичи – Лунинец – Ровно железопътният превоз на войски от североизточния край на страната към Румъния тече денонощно. Втората най-голяма битка от септемврийската кампания, битката при Томашов Любелски, започва в деня на съветското нахлуване. Според някои историци, около 250 000 полски войници се сражават в Централна Полша, докато 350 000 се приготвят за отбрана на румънския фронт, 35 000 се намират северно от Полесия, а 10 000 се сражават на полския бряг на Балтийско море в Хел и Гдиня. Поради продължаващите битки в района на Варшава, Модлин, Бзура, Замошч, Лвов и Томашов Любелски, на повечето германски дивизии е наредено да се фокусират върху тези места. Площта, която полските власти все още контролират, е около 140 000 km2, от река Даугава до Карпатите. Радиопредавателните станции в Лвов и Варшава все още работят на 17 септември.
Червената армия навлиза в източните райони на Полша със седем полеви армии, включващи между 450 хил. и 1 млн. войници, разпределени на два фронта. Командарм II ранг Михаил Ковальов води съветската армия на Беларуския фронт, докато командарм I ранг Семьон Тимошенко командва нахлуването на Украинския фронт.
Полша вярва, че Съветският съюз ще остане неутрален по време на конфликта с Германия. Поради тази причина, полските командири разгръщат повечето от силите си на запад, за да се изправят срещу германското нашествие. По това време, не повече от 20 слаби батальона, съставени от около 20 000 души от гранични войски, защитават източната граница. Когато Червената армия напада Полша на 17 септември, полските въоръжени сили вече са в тактическо отстъпление към Румъния, където ще се прегрупират и ще чакат британска и френска помощ.

### Военна кампания
Когато Съветският съюз напада, Ридз-Шмигли първоначално смята да нареди на източните гранични войски да се съпротивляват, но е разубеден от министър-председателя Фелициан Славой Складковски и президента Игнаци Мошчицки. В 4 часа сутринта на 17 септември Ридз-Шмигли нарежда на полските войски да минат в отстъпление с уговорката да се бият със съветските войски само за самоотбрана. Обаче, германското нахлуване вече е повредило тежко полските комуникационни системи, причинявайки проблеми с командването на полските войски. В създалото се объркване настъпват сблъсъци между полски и съветски войски по границата. Полският генерал Вилхелм Орлик-Рюкеман, който поема командването над гранични войски на 30 август, не получава никакви официални заповеди след назначението си. В резултат на това, той и подчинените му продължават активно да се сражават със съветските войски, преди да разпусне групата на 1 октомври.
Още в началото на съветското нахлуване, няколко полски града позволяват на Червената армия да влезе безпрепятствено, бидейки убедени, че съветите идват да се бият срещу немците. Полският генерал Юлиуш Румел издава неразрешена заповед Червената армия да се счита за съюзник. Съветското правителство обявява, че нахлуването е цел да се защитят украинците и беларусите, живеещи в източните части на Полша, тъй като, според съветската пропаганда, полската държава е рухнала вследствие германското нападение и вече не може да гарантира безопасността на гражданите си.
Полското правителство отказва да се предаде или да преговаря за мир. Вместо това, то нарежда на всички формирования да се евакуират от Полша и да се прегрупират във Франция. В деня на съветското нахлуване в страната, правителството на Полша преминава зад румънската граница. Полските формирования продължават с маневрите си към Румъния, понасяйки германски атаки от едната страна и съветски атаки от другата страна. В дните след заповедта за евакуация, германските побеждават полските Краковска и Люблинска армии в битката при Томашов Любелски.
Съветските войски често срещат германските си колеги, които напредват в противоположна посока. На бойното поле двете армии си сътрудничат. Вермахтът предава Брестката крепост на съветската 29-а танкова бригада, след като ся е превзели на 17 септември. Германският генерал Хайнц Гудериан и съветският бригадир Семьон Кривошеин провеждат съвместен парад в града на 22 септември. Лвов пада на 22 септември, няколко дни след като германците предават обсадните действия на съветските войски. Съветските части превземат Вилнюс на 19 септември след двудневна битка, а на 24 септември превземат и Гродно след четиридневна битка.
Въпреки тактическата полска победа на 28 септември в битката при Шацк, изходът от общия конфликт вече е ясен. Опълченци, милиция и реорганизирани отстъпили формирования се впускат в отбрана на Варшава до 28 септември, а крепостта Модлин северно от Варшава пада на следващия ден след интензивна 16-дневна битка. На 1 октомври съветските войски изтласкват поляците към гористите местности в битката за село Витично, която е една от последните преки конфронтации в кампанията. Няколко изолирани полски гарнизона успяват да удържат позициите си дълго време, след като са били обградени. Последното действащи формирование на полската армия, което се предава е Оперативна група Полесие на генерал Франчишек Клеберг. Клеберг се предава на 6 октомври след четиридневна битка за Коцк, с което на практика септемврийската кампания приключва. На 31 октомври Молотов докладва на Върховния съвет на СССР: „Кратък удар от германската армия, а впоследствие и от Червената армия, беше достатъчно да не остане нищо от това копеле на Версайския договор“.

### Вътрешна реакция
Отговорът на неетническите поляци към ситуацията добавя допълнителни усложнения. Много украинци, беларуси и евреи приветстват нахлуването. Местните комунисти събират тълпи, които да приветстват Червената армия по традиционния славянски начин – с хляб и сол. В Брест е издигната своеобразна триумфална арка от два стълба, подплатени със смърчови клони и цветя. Върху арката е издигнато червена лента със слоган на руски, прославящ СССР и приветстващ Червената армия. Лев Мехлис казва на Сталин, че хората в Западна Украйна приветстват съветските войски като „истински освободители“. Организацията на украинските националисти се бунтува срещу поляците, а комунистическите партизани организират местни въстания, като например в Скидел.

### Международна реакция
Реакцията на Франция и Великобритания към съветското нахлуване и анексиране не Източна Полша е безмълвна, тъй като никоя от двете държави не очаква и не иска спречкване със Съветския съюз по това време. По силата на Полско-британския военен съюз от 25 август 1939 г., британците са задължени да помогнат на Полша, в случай че тя бъде нападната от друга европейска сила. Таен протокол в договора, обаче, уточнява, че под „друга европейска сила“ се има предвид конкретно Германия. Когато полският посланик във Великобритания Едвард Рачински напомня на външния секретар лорд Халифакс за съглашението, той получава отговор, че е работа на Великобритания дали да обяви война на Съветския съюз. Британският министър-председател Невил Чембърлейн първоначално възнамерява да обяви публичния си ангажимент за възстановяване на полската държава, но в крайна сметка отправя само общо осъждане на действията. Тази му позиция отразява опита на Великобритания за баланс – нейните интереси по сигурността включват търговия със Съветския съюз, която би подкрепила военните усилия и възможността за бъдещ англо-съветски съюз срещу Германия. Обществените мнения във Великобритания са разделени между възмущения от нахлуването и разбирания, че съветските претенции към региона са разумни.
Докато французите правят обещания на Полша, включително за предоставяне на въздушна подкрепа, те не са спазени. Полско-френски военен съюз е подписан на 1921 г. и впоследствие изменян. Договорките не са особено подкрепяни от френското главно командване. През 1930-те години отношенията между двете страни се влошават. Французите смятат, че съюзът между Германия и СССР е крехък и че действия срещу СССР не биха били в най-добрия интерес на Франция или Полша. Щом съветските войски нахлуват в Полша, французите и британците решават, че за Полша няма какво да се направи в краткосрочен план и започват да планират победа в дългосрочен план. Френски войски вече временно са нахлули в Саарския регион в началото на септември, но след падането на Полша те се изтеглят зад линията „Мажино“ на 4 октомври.

## Последствия
През октомври 1939 г. Молотов докладва на Върховния съвет на СССР, че съветите са загубили 737 души по време на кампанията, макар полските цифри да са доста по-високи – 3000 убити. От полска страна загиват между 3000 и 7000 души в бой срещу Червената армия, а между 230 хил. и 450 хил. са пленени. Съветските войски често не спазват условията на предаване. В някои случаи, те обещават на полските войници свобода, а след като последните оставят оръжията си, съветските власти ги арестуват.
Съветският съюз спира да признава Полската държава още в началото на инвазията. Никоя от двете страни не обявява официално война. Съветските власти избиват десетки хиляди полски военнопленници, някои в хода на самата военна кампания. На 24 септември съветски войници убиват 42 служители и пациенти на полска военна болница в село Грабовец близо до Замошч. Съветите екзекутират всички полски офицери, които пленяват след битката при Шацк на 8 септември 1939 г. НКВД избива 22 000 полски военнослужещи и цивилни в хода на Катинското клане през 1940 г.
На 28 септември 1939 г. Съветския съюз и Германия подписват Договор за дружба и граници, който променя тайните условия на пакта Рибентроп-Молотов. Литва е преместена в съветската сфера на влияние, а границата на Полша е изместена на изток, давайки на Германия още територии. Съветският съюз си осигурява общо 200 000 km2 земя, населявана от 13,5 милиона полски граждани. Това понякога е определяно като Четвърта подялба на Полша. Новосъздадената граница по силата на споразумението съответства грубо на линията Кързън, начертана от британците през 1919 г. – ключов момент, който по-късно се използва от Сталин по време на преговорите със Съюзниците на Техеранската и Ялтенската конференции. Първоначално Червената армия всява объркване сред местните жители, твърдейки че пристига да освободи Полша от нацистите. Всъщност, някои поляци и евреи предпочитат съветската власт пред германската. Все пак, съветската власт много бързо налага идеологията си върху местния бит. Частната собственост е национализирана и преразпределена, а около 100 000 послки граждани са арестувани.
От 13,5 милиона граждани в новоанексираните територии, според последното за това време официално преброяване в Полша, 38% са поляци, 37% са украинци, 14,5% са беларуси, 8,4% са евреи, 0,9% са руснаци, а 0,6% са германци. На 26 октомври са проведени показни избори, които да придадат законен вид на анексацията. В Западен Беларус и Западна Украйна започва бърза съветизация, която включва колективизация на цялата област. Политическите партии са безмилостно разпускани, а лидерите им са арестувани или екзекутирани като „врагове на народа“.
Съветската цензура по-късно покрива много от подробностите на нападението през 1939 г. Още от самото начало Политбюро нарича операцията „освободителен поход“, а по-късните съветски изявления и публикации никога не се отклоняват от тази линия.